# Phrynopus
Phrynopus és un gènere de granotes de la família Craugastoridae.

## Taxonomia
- Phrynopus adenopleurus
- Phrynopus auriculatus Duellman & Hedges, 2008
- Phrynopus badius Lehr, Moravec & Cusi, 2012
- Phrynopus bagrecitoi
- Phrynopus barthlenae Lehr & Aguilar, 2002
- Phrynopus bracki Hedges, 1990
- Phrynopus bufoides Lehr, Lundberg & Aguilar, 2005
- Phrynopus columbianus
- Phrynopus curator Lehr, Moravec & Cusi, 2012
- Phrynopus dagmarae Lehr, Aguilar & Köhler, 2002
- Phrynopus fallaciosus
- Phrynopus heimorum Lehr, 2001
- Phrynopus iatamasi
- Phrynopus interstinctus Lehr & Oroz, 2012
- Phrynopus horstpauli Lehr, Köhler & Ponce, 2000
- Phrynopus juninensis (Shreve, 1938)
- Phrynopus kauneorum Lehr, Aguilar & Köhler, 2002
- Phrynopus kotosh Lehr, 2007
- Phrynopus laplacai
- Phrynopus lechriorhynchus Trueb & Lehr, 2008
- Phrynopus miroslawae Chaparro, Padial & De la Riva, 2008
- Phrynopus montium (Shreve, 1938)
- Phrynopus nanus
- Phrynopus nebulanastes
- Phrynopus nicoleae Chaparro, Padial & De la Riva, 2008
- Phrynopus oblivius Lehr, 2007
- Phrynopus paucari Lehr, Lundberg & Aguilar, 2005
- Phrynopus peraccai
- Phrynopus peruanus Peters, 1873
- Phrynopus pesantesi Lehr, Lundberg & Aguilar, 2005
- Phrynopus pinguis
- Phrynopus tautzorum Lehr & Aguilar, 2003
- Phrynopus thompsoni Duellman, 2000
- Phrynopus tribulosus Duellman & Hedges, 2008
- Phrynopus vestigiatus Lehr & Oroz, 2012
- Phrynopus wettsteini